# میندوگاس گریشکونیس
میندوگاس گریشکونیس (لیتوانیایی: Mindaugas Griškonis؛ زادهٔ ۱۷ ژانویه ۱۹۸۶) قایقران روئینگ اهل لیتوانی است.
وی در مسابقات کشوری و بین‌المللی در مجموع برندهٔ ۳ مدال طلا، ۴ مدال نقره، ۳ مدال برنز شده‌است.